# پل ساترفیلد
پل ساترفیلد (انگلیسی: Paul Satterfield؛ زادهٔ ۱۹ اوت ۱۹۶۰) بازیگر تلویزیون، بازیگر سینما اهل ایالات متحده آمریکا است.
از فیلم‌ها یا برنامه‌های تلویزیونی که وی در آن نقش داشته‌است می‌توان به آرنا اشاره کرد.